# Katherine Orellana
Katherine Valeska Orellana Soto (Rancagua, 26 de noviembre de 1982) es una cantante chilena. Alcanzó notoriedad masiva en su país como participante del programa de talentos juvenil Rojo Fama Contrafama, donde se consagró como una de sus integrantes más emblemáticas.  

## Carrera
Katherine se dio a conocer gracias al programa Rojo Fama Contrafama, al participar en la segunda generación obteniendo el cuarto lugar de la competencia. Su talento además de su simpatía y humor, la transformaron en una favorita del público. Por su condición de finalista, participó del Gran Rojo, donde se mantuvo en competencia hasta la última semana, ya que en una dramática eliminación, quedaría afuera de la gala final.  A pesar de ello, siguió participando en el programa en su temporada Rojo de Chile, pasando a formar parte del Clan Rojo. En el 2004, lanzó su disco En ella, que alcanzó el Disco de oro, donde se desprendió el éxito «Ay, ay, ay». A mediados de ese año, volvió a competir en el programa en su temporada Rojo, la revancha, donde obtendría el segundo lugar en una ajustada definición con Juan David Rodríguez. A finales de 2004, por su condición de finalista, participa en Rojo Final 2004. final del año entre la Revancha y el Rojo de Chile, donde logra llegar a la final, obteniendo el 5° lugar. El 2005, lanzó su segundo disco Sigo viva, y al año siguiente ganó un Premio APES. 
Anteriormente participó en el reality de TVN, Pelotón VIP, donde fue la 3ª eliminada, sin embargo se reintegra a días de su eliminación. Donde es nuevamente la 5ª eliminada a los pocos días.
En 2010, se integra a la tercera temporada del programa Fiebre de baile en donde es semifinalista y luego fue parte del elenco de programa de televisión Yingo de Chilevisión.
En 2013 participa en Salta si puedes en cual resulta la ganadora, con los premios de una Gift Card de 250.000 pesos en las tiendas La Polar y un Auto cero kilómetros Volkswagen.
En 2019, se integra como jurado en la versión veraniega del renovado Rojo, el color del talento, llamado Rojo en Vacaciones.

## Discografía

### Álbumes de estudio
- 2004 - En ella
- 2005 - Sigo viva